# Landas
Landas – miejscowość i gmina we Francji, w regionie Hauts-de-France, w departamencie Nord.
Według danych na rok 1990 gminę zamieszkiwało 2038 osób, a gęstość zaludnienia wynosiła 171 osób/km² (wśród 1549 gmin regionu Nord-Pas-de-Calais Landas plasuje się na 356. miejscu pod względem liczby ludności, natomiast pod względem powierzchni na miejscu 225.).